# 圣马丁德特雷韦霍
圣马丁德特雷韦霍是西班牙埃斯特雷马杜拉卡塞雷斯省的一个市镇。总面积25平方公里，总人口935人（2001年），人口密度37人/平方公里。